# Oscar 2020
A 92.ª cerimônia (português brasileiro) ou cerimónia (português europeu) de entrega dos Academy Awards, ou Oscars 2020 (no original em inglês: 92nd Academy Awards), foi uma transmissão televisiva, produzida pela Academia de Artes e Ciências Cinematográficas (AMPAS), que premiou os melhores atores, técnicos e filmes de 2019. A cerimônia foi realizada no Teatro Dolby, em Los Angeles, Califórnia. Depois de mais de uma década de realização das cerimônias do Academy Award no final de fevereiro, a 92.ª cerimônia de entrega dos Academy Awards foi realizada no início do mês, no dia 9 de fevereiro de 2020. Durante a cerimônia, a AMPAS distribuiu prêmios em 24 categorias. A cerimônia foi transmitida nos Estados Unidos pela ABC, produzida por Lynette Howell Taylor e Stephanie Allain. Devido ao sucesso do formato na edição de 2019, a cerimônia foi novamente conduzida sem um anfitrião.
Em eventos relacionados, a Academia realizou a décima primeira edição do Governors Awards no Grand Ballroom da Hollywood and Highland Center em 27 de outubro de 2019, quando foram entregues os prêmios honorários. A apresentação do Oscar Científico ou Técnico, que estava inicialmente marcada para ocorrer em 20 de junho de 2020, no Beverly Wilshire Hotel, em Beverly Hills, foi adiada indefinidamente devido à pandemia de COVID-19. Em 13 de fevereiro de 2021, Nia DaCosta apresentou o Oscar Científico ou Técnico, que ocorreu em plataformas virtuais devido à pandemia.
Na cerimônia, o filme sul-coreano Gisaengchung liderou a premiação com quatro prêmios, incluindo Melhor Filme, tornando-se o primeiro filme internacional a vencer a categoria. 1917, dirigido por Sam Mendes, venceu três prêmios; Ford v Ferrari, Joker e Once Upon a Time in Hollywood venceram dois prêmios cada. American Factory, Bombshell, Hair Love, Jojo Rabbit, Judy, Learning to Skateboard in a Warzone (If You're a Girl), Little Women, Marriage Story, The Neighbors' Window, Rocketman, e Toy Story 4 venceram um prêmio cada. A compositora Hildur Guðnadóttir consagrou-se como a primeira mulher a vencer a categoria de Melhor Trilha Sonora na premiação. Com uma audiência de 23,64 milhões, foi na época a cerimônia menos assistida desde que o Nielsen SoundScan começou a acompanhar os registros de audiência.

## Cronograma
Em 2018, o Conselho de Governadores da Academia votou pela mudança da cerimônia do final de fevereiro para o início de fevereiro. A entrega dos "Governors Awards" ocorreu em 27 de outubro de 2019. O período de votação para definir os indicados iniciou-se em 2 de janeiro de 2020 e durou cinco dias, com o anúncio dos indicados sendo realizado seis dias após o término das votações, em 13 de janeiro. O almoço oficial dos nomeados foi realizado em 27 de janeiro, três dias antes do início da votação para definir os vencedores, que teve seu término em 4 de fevereiro. A cerimônia ocorreu em 9 de fevereiro de 2020, no Teatro Dolby, em Los Angeles, Califórnia.

## Vencedores e indicados
No Oscar 2020, 53 filmes receberam 124 indicações. Os indicados para a premiação foram anunciados em 13 de janeiro de 2020, às 5h18 (13h18 UTC), no David Geffen Theater da Academia, em Beverly Hills, pelos atores e produtores John Cho e Issa Rae. Joker liderou a lista dos nomeados com onze indicações; The Irishman, 1917, e Once Upon a Time in Hollywood empataram em segundo lugar com dez indicações cada. Isso marcou a primeira vez na história do Oscar que quatro filmes ganharam dez ou mais indicações cada.
Os vencedores foram anunciados durante a cerimônia de premiação em 9 de fevereiro de 2020. Gisaengchung se tornou o primeiro filme internacional (em idioma diferente do inglês) a ganhar o prêmio de Melhor Filme. Foi também o sexto filme indicado para Melhor Filme e Melhor Filme Internacional no mesmo ano. Além disso, os quatro prêmios recebidos por Gisaengchung fez com que o filme empatasse com Fanny and Alexander e Crouching Tiger, Hidden Dragon como os filmes em língua estrangeira mais premiados na história do Oscar. Com suas vitórias em Melhor Filme, Diretor e Roteiro Original, bem como sua aceitação do prêmio de Filme Internacional em nome da Coreia do Sul, Bong Joon-ho foi a segunda pessoa a colecionar quatro estatuetas em uma única cerimônia desde Walt Disney, no Oscar 1954, e o primeiro a fazer este feito com apenas um único filme.
Como resultado da conquista de Joaquin Phoenix do prêmio de Melhor Ator por sua atuação como personagem titular no filme Joker, ele e Heath Ledger, que anteriormente venceu por interpretar o mesmo personagem em The Dark Knight de 2008, tornaram-se a segunda dupla de atores a ganhar o prêmio por interpretar o mesmo personagem em dois filmes diferentes. Scarlett Johansson foi a décima segunda intérprete a receber dupla indicação por sua atuação no mesmo ano. Com suas indicações para Melhor Atriz e Melhor Canção Original por Harriet, Cynthia Erivo se tornou a terceira pessoa consecutiva a receber indicações para atuação e compositora para o mesmo filme, depois de Mary J. Blige, por Mudbound em 2017, e Lady Gaga, por A Star Is Born em 2018. A vencedora de Melhor Trilha Sonora Original, Hildur Guðnadóttir, foi a terceira mulher a vencer por compor uma trilha sonora e a primeira a fazê-lo por uma trilha sonora dramática. Honeyland se tornou o primeiro filme a ser nomeado para Melhor Filme Internacional e Melhor Documentário.

### Prêmios

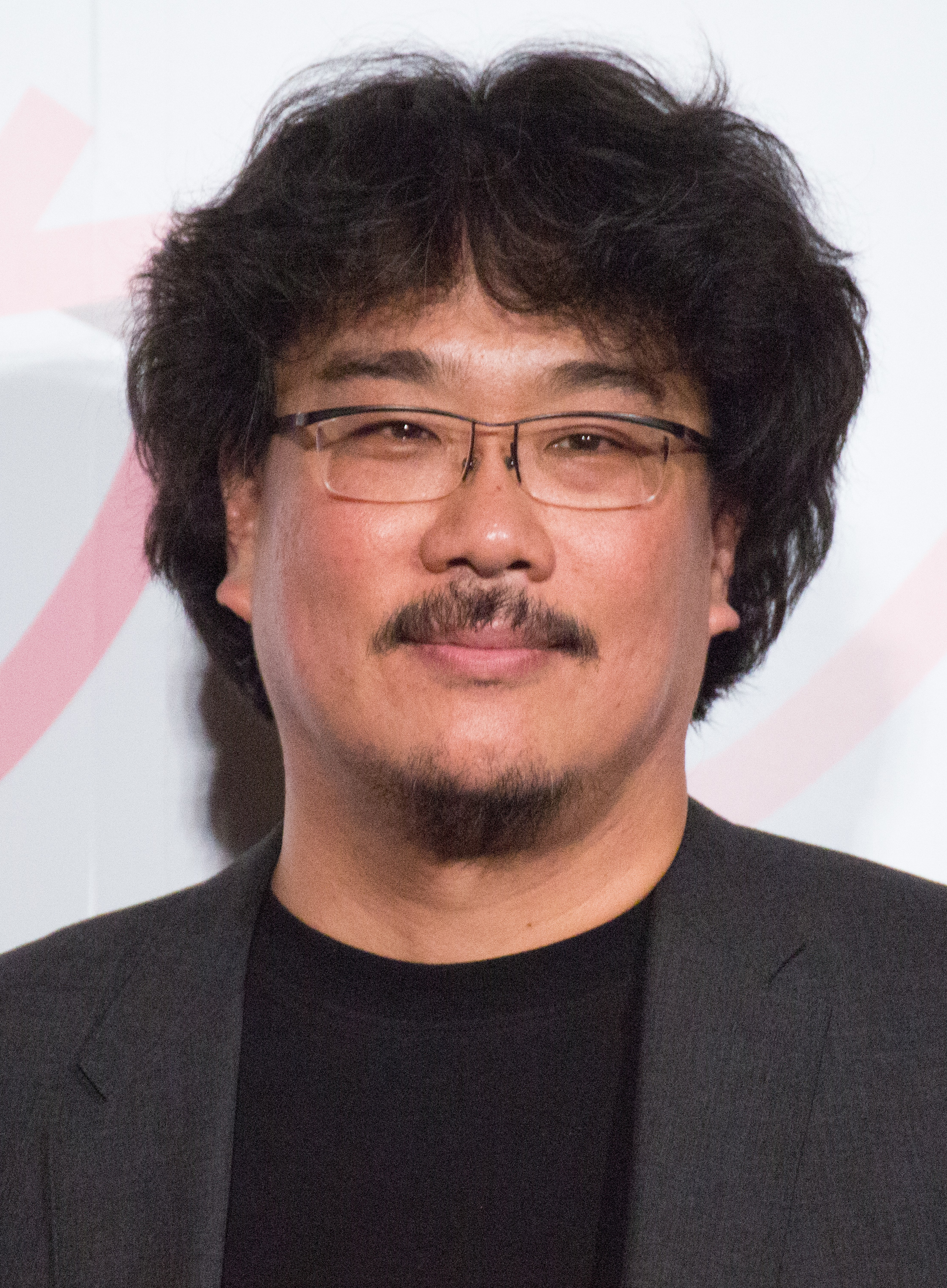
Bong Joon-ho, co-vencedor de Melhor Filme, vencedor de Melhor Diretor, de Melhor Roteiro Original e de Melhor Filme Internacional

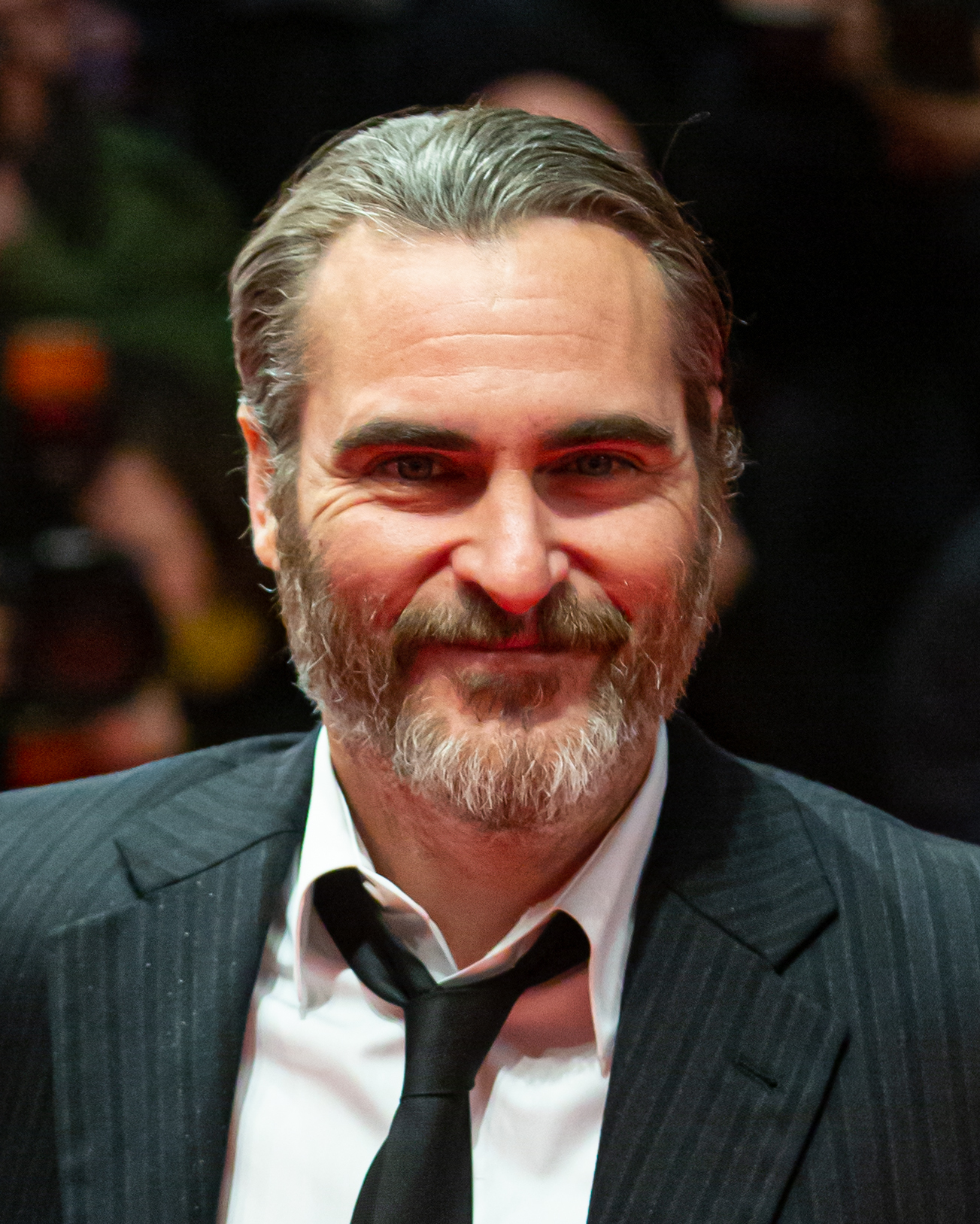
Joaquin Phoenix, vencedor de Melhor Ator

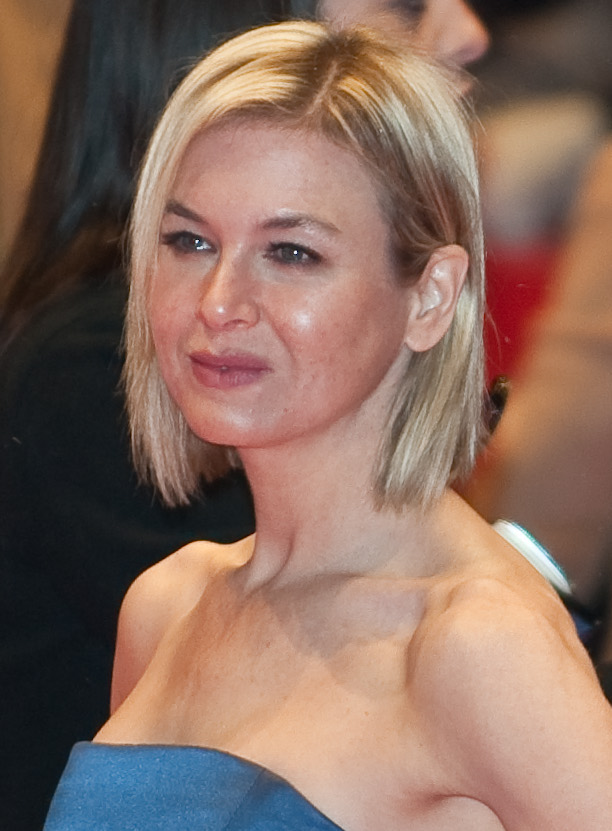
Renée Zellweger, vencedora de Melhor Atriz

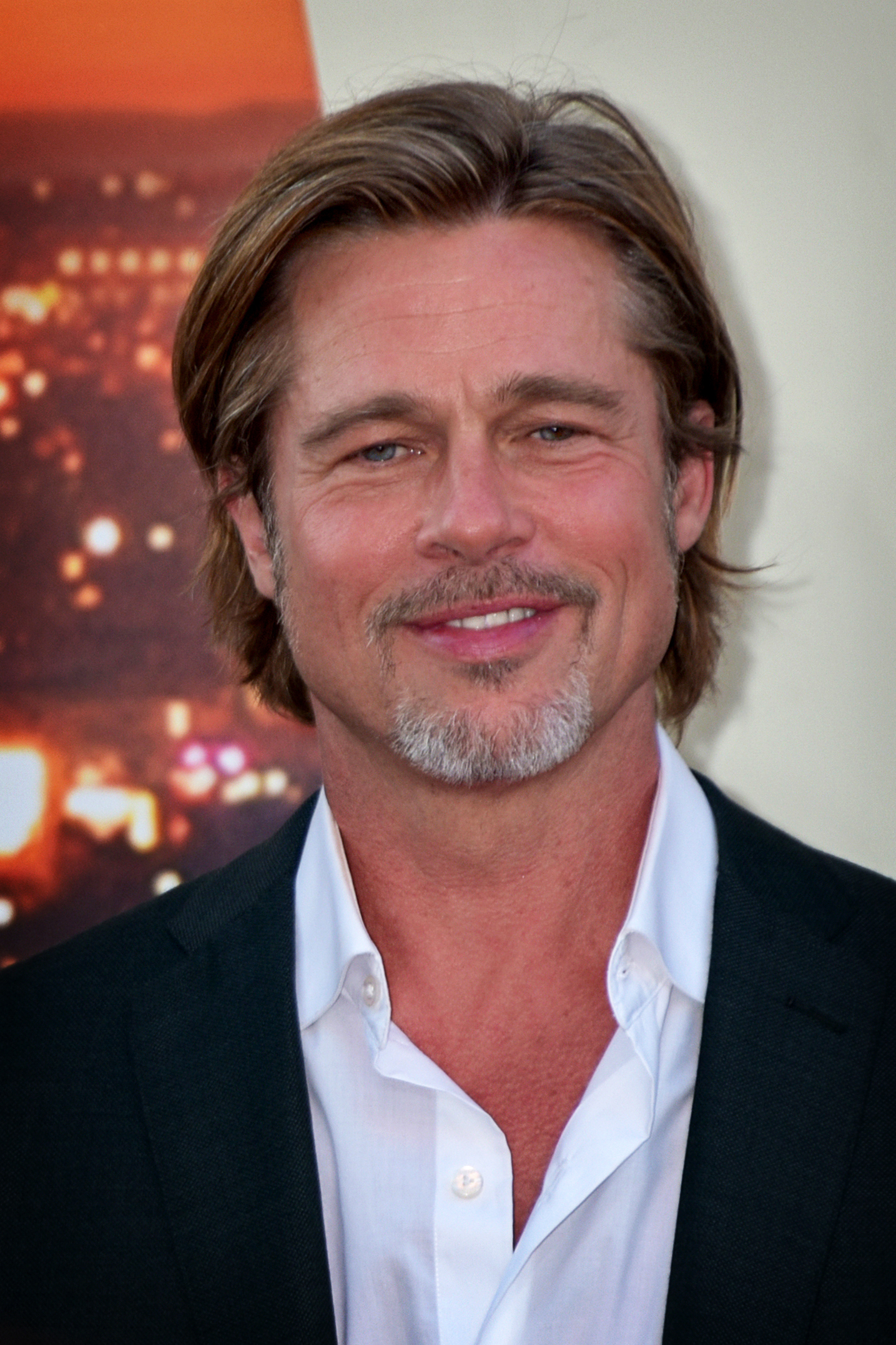
Brad Pitt, vencedor de Melhor Ator Coadjuvante

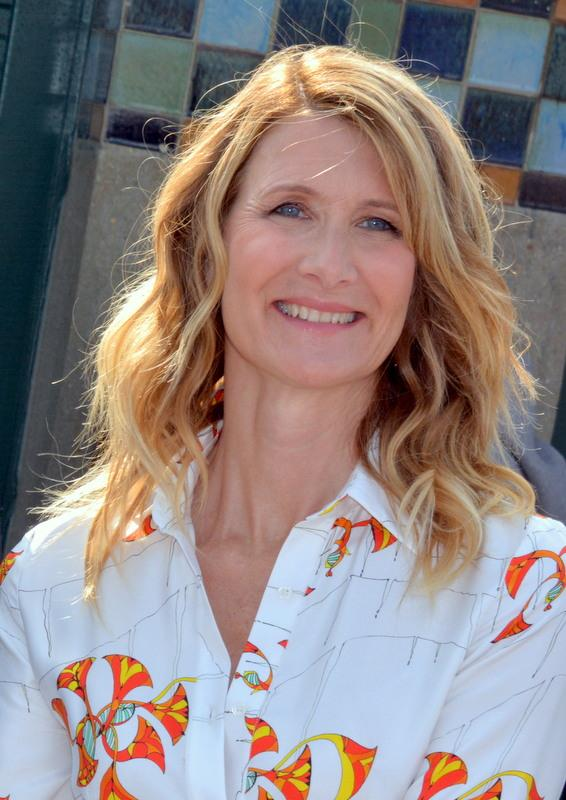
Laura Dern, vencedora de Melhor Atriz Coadjuvante

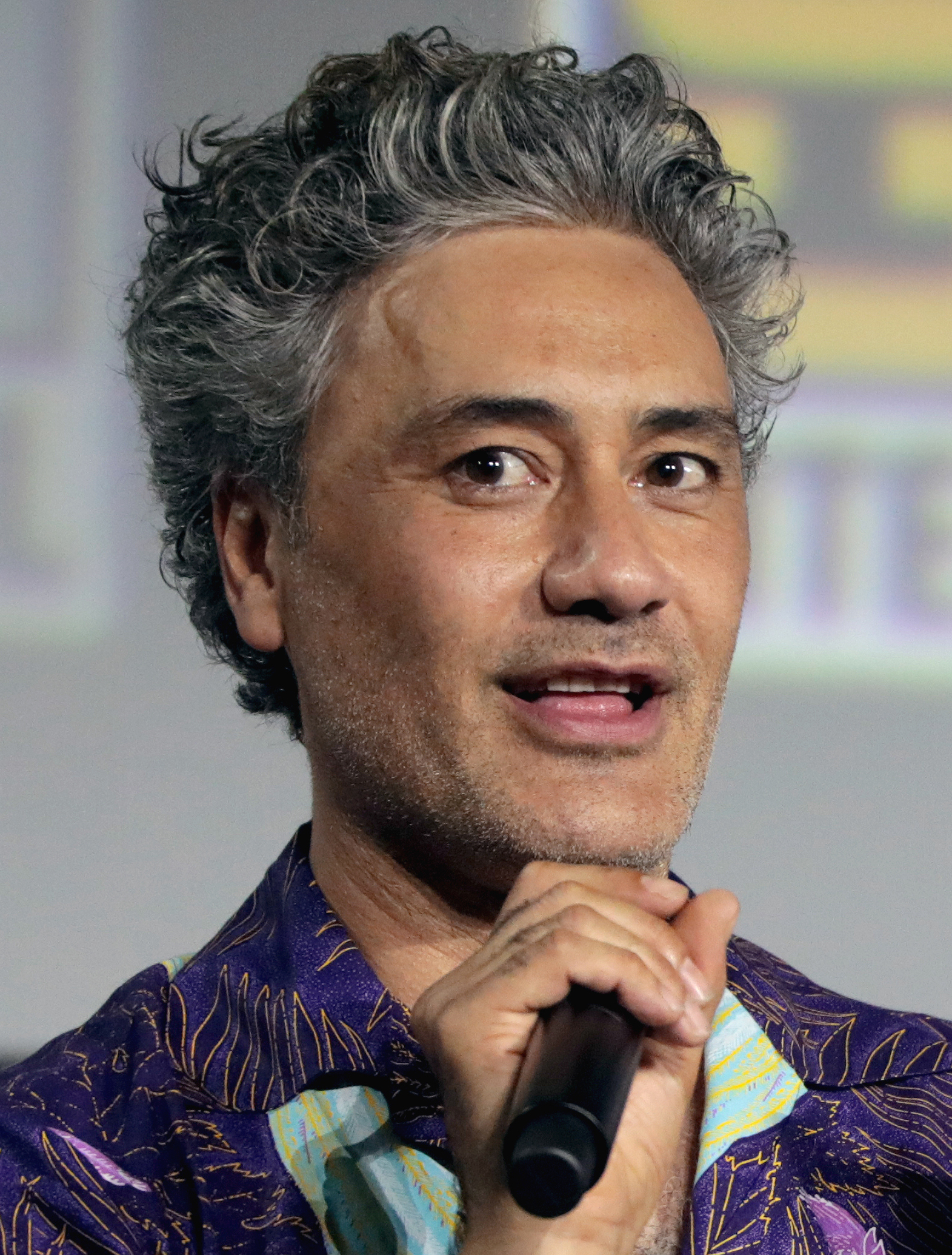
Taika Waititi, vencedor de Melhor Roteiro Adaptado

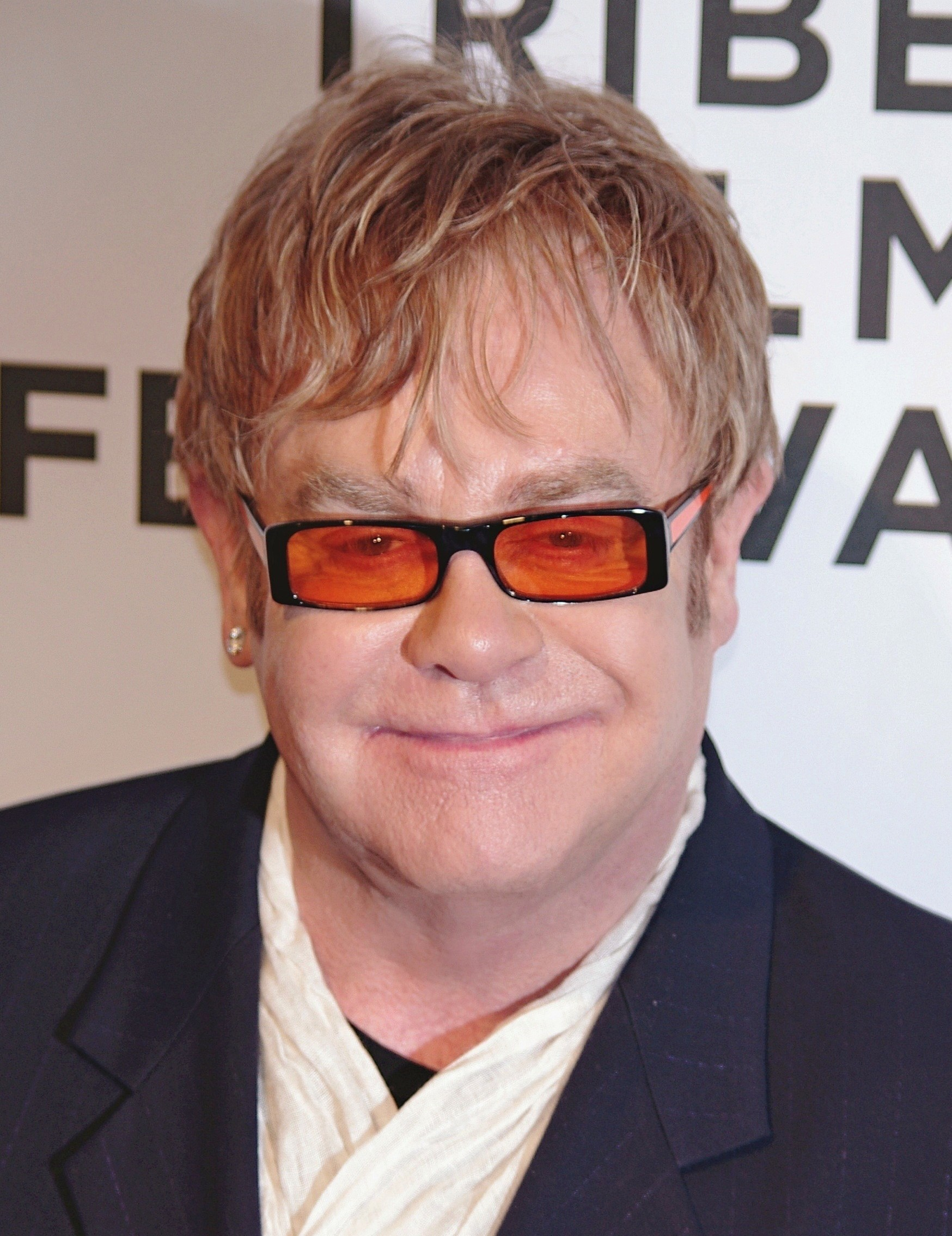
Elton John, co-vencedor de Melhor Canção Original

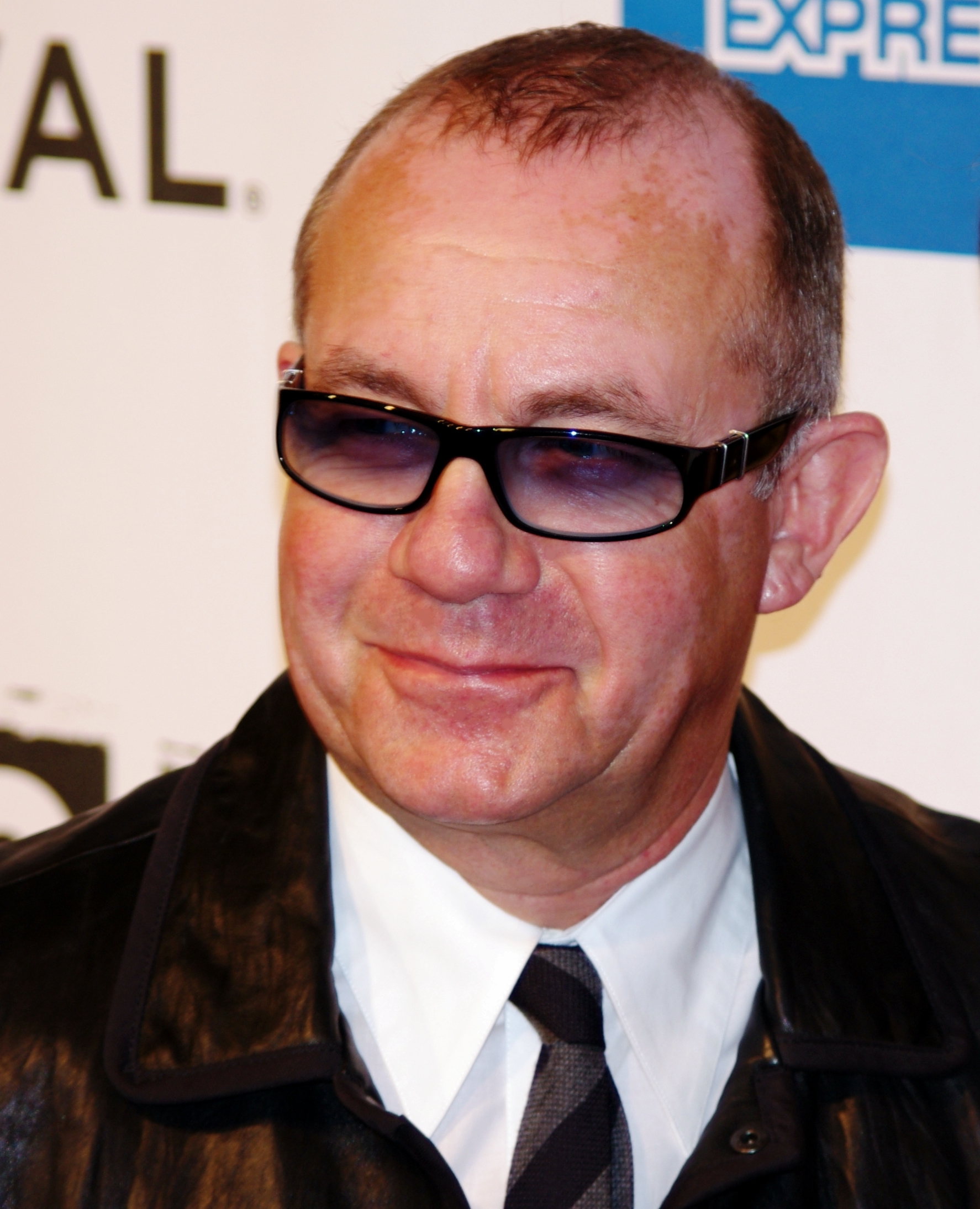
Bernie Taupin, co-vencedor de Melhor Canção Original

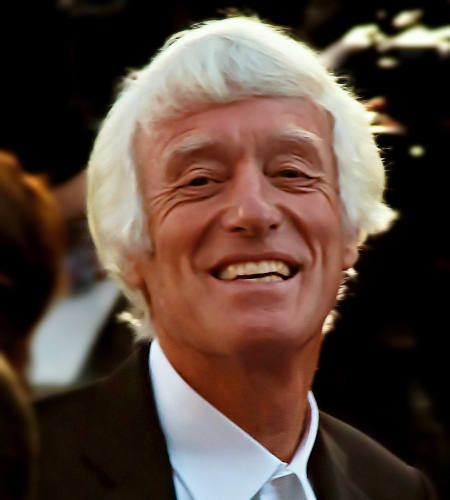
Roger Deakins, vencedor de Melhor Cinematografia

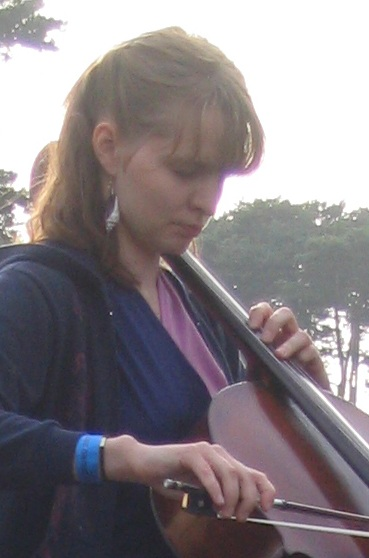
Hildur Guðnadóttir, vencedora de Melhor Trilha Sonora

Os vencedores estão listados em primeiro e destacados em negrito.
|  | Indica o ganhador dentro de cada categoria. |

| Melhor Filme Gisaengchung – Kwak Sin-ae e Bong Joon-ho - 1917 – Sam Mendes, Pippa Harris, Jayne-Ann Tenggren e Callum McDougal - Ford v Ferrari – Peter Chernin, Jenno Topping e James Mangold - Jojo Rabbit – Carthew Neal e Taika Waititi - Joker – Todd Phillips, Bradley Cooper e Emma Tillinger Koskoff - Little Women – Amy Pascal - Marriage Story – Noah Baumbach e David Heyman - Once Upon a Time in Hollywood – David Heyman, Shannon McIntosh e Quentin Tarantino - The Irishman – Martin Scorsese, Robert De Niro, Jane Rosenthal e Emma Tillinger Koskoff | Melhor Diretor/Realizador Bong Joon-ho – Gisaengchung - Martin Scorsese – The Irishman - Quentin Tarantino – Once Upon a Time in Hollywood - Sam Mendes – 1917 - Todd Phillips – Joker |
| Melhor Ator/Actor (Principal) Joaquin Phoenix – Joker como Arthur Fleck / Joker - Adam Driver – Marriage Story como Charlie Barber - Antonio Banderas – Dolor y gloria como Salvador Mallo - Jonathan Pryce – The Two Popes como Jorge Mario Bergoglio / Papa Francisco - Leonardo DiCaprio – Once Upon a Time in Hollywood como Rick Dalton | Melhor Atriz/Actriz (Principal) Renée Zellweger – Judy como Judy Garland - Charlize Theron – Bombshell como Megyn Kelly - Cynthia Erivo – Harriet como Harriet Tubman - Saoirse Ronan – Little Women como Josephine "Jo" March - Scarlett Johansson – Marriage Story como Nicole Barber |
| Melhor Ator/Actor Coadjuvante/Secundário Brad Pitt – Once Upon a Time in Hollywood como Cliff Booth - Al Pacino – The Irishman como Jimmy Hoffa - Anthony Hopkins – The Two Popes como Papa Bento XVI - Joe Pesci – The Irishman como Russell Bufalino - Tom Hanks – A Beautiful Day in the Neighborhood como Fred Rogers | Melhor Atriz/Actriz Coadjuvante/Secundária Laura Dern – Marriage Story como Nora Fanshaw - Florence Pugh – Little Women como Amy March - Kathy Bates – Richard Jewell como Barbara "Bobi" Jewell - Margot Robbie – Bombshell como Kayla Pospisil - Scarlett Johansson – Jojo Rabbit como Rosie Betzler |
| Melhor Argumento/Roteiro Original Gisaengchung – Bong Joon-ho e Han Jin-won - Knives Out – Rian Johnson - Marriage Story – Noah Baumbach - 1917 – Sam Mendes e Krysty Wilson-Cairns - Once Upon a Time in Hollywood – Quentin Tarantino | Melhor Argumento/Roteiro Adaptado Jojo Rabbit – Taika Waititi - The Irishman – Steven Zaillian - Joker – Todd Phillips e Scott Silver - Little Women – Greta Gerwig - The Two Popes – Anthony McCarten |
| Melhor Filme de Animação Toy Story 4 – Josh Cooley, Jonas Rivera e Mark Nielsen - How to Train Your Dragon: The Hidden World – Dean DeBlois, Bonnie Arnold e Brad Lewis - J'ai perdu mon corps – Jérémy Clapin e Marc du Pontavice - Klaus – Sergio Pablos, Jinko Gotoh e Marisa Román - Missing Link – Chris Butler, Arianne Sutner e Travis Knight | Melhor Filme Internacional Gisaengchung ( Coreia do Sul) – Bong Joon-ho - Les Misérables ( França) – Ladj Ly - Medena zemja ( Macedônia do Norte) – Tamara Kotevska e Ljubomir Stefanov - Boże Ciało ( Polónia) – Jan Komasa - Dolor y gloria ( Espanha) – Pedro Almodóvar |
| Melhor Documentário em Longa-metragem American Factory – Steven Bognar, Julia Reichert e Jeff Reichert - The Cave – Feras Fayyad, Kirstine Barfod e Sigrid Dyekjær - Democracia em Vertigem – Petra Costa, Joanna Natasegara, Shane Boris e Tiago Pavan - For Sama – Waad Al-Kateab e Edward Watts - Medena zemja – Ljubo Stefanov, Tamara Kotevska e Atanas Georgiev | Melhor Documentário em Curta-metragem Learning to Skateboard in a Warzone (If You're a Girl) – Carol Dysinger e Elena Andreicheva - In the Abscence – Yi Seung-Jun e Gary Byung-Seok Kam - De apatiska barnen – John Haptas e Kristine Samuelson - St. Louis Superman – Smriti Mundhra e Sami Khan - Walk Run Cha-Cha – Laura Nix e Colette Sandstedt                                                                            |
| Melhor Curta-metragem The Neighbors' Window – Marshall Curry - Ikhwène – Meryam Joobeur e Maria Gracia Turgeon - Nefta Football Club – Yves Piat e Damien Megherbi - Saria – Bryan Buckley e Matt Lefebvre - Une sœur – Delphine Girard | Melhor Animação em Curta-metragem Hair Love — Matthew A. Cherry e Karen Rupert Toliver - Dcera – Daria Kashcheeva - Kitbull – Rosana Sullivan e Kathryn Hendrickson - Mémorable – Bruno Collet e Jean-François Le Corre - Sister – Siqi Song |
| Melhor Banda/Trilha Sonora Joker – Hildur Guðnadóttir - Little Women (2019) – Alexandre Desplat - Marriage Story – Randy Newman - 1917 – Thomas Newman - Star Wars: The Rise of Skywalker – John Williams | Melhor Canção original "(I'm Gonna) Love Me Again" por Rocketman – Elton John e Bernie Taupin - "I Can't Let You Throw Yourself Away" por Toy Story 4 – Randy Newman - "I'm Standing with You" por Breakthrough – Diane Warren - "Into the Unknown" por Frozen II – Kristen Anderson-Lopez e Robert Lopez - "Stand Up" por Harriet – Joshuah Brian Campbell e Cynthia Erivo                                                      |
| Melhor Edição de Som Ford v Ferrari – Donald Sylvester - Joker – Alan Robert Murray - 1917 – Oliver Tarney e Rachael Tate - Once Upon a Time in Hollywood – Wylie Stateman - Star Wars: The Rise of Skywalker – Matthew Wood e David Acord | Melhor Mistura/Mixagem de Som 1917 – Mark Taylor e Stuart Wilson - Ad Astra – Gary Rydstrom, Tom Johnson e Mark Ulano - Ford v Ferrari – Paul Massey, David Giammarco e Steven A. Morrow - Joker – Tom Ozanich, Dean Zupancic e Tod Maitland - Once Upon a Time in Hollywood – Michael Minkler, Christian P. Minkler e Mark Ulano                                                                                                |
| Melhor Direção de Arte Once Upon a Time in Hollywood – Barbara Ling e Nancy Haigh - The Irishman – Bob Shaw e Regina Graves - Jojo Rabbit – Ra Vincent e Nora Sopková - 1917 – Dennis Gassner e Lee Sandales - Gisaengchung – Lee Ha-jun e Cho Won-woo | Melhor Cinematografia/Fotografia 1917 – Roger Deakins - The Irishman – Rodrigo Prieto - Once Upon a Time in Hollywood – Robert Richardson - The Lighthouse – Jarin Blaschke - Joker – Lawrence Sher |
| Melhor Maquiagem/Maquilhagem e Penteados Bombshell – Kazu Hiro, Anne Morgan e Vivian Baker - Joker – Nicki Ledermann e Kay GEorgiu - Judy – Jeremy Woodhead - Maleficent: Mistress of Evil – Paul Gooch, Arjen Tuiten e David White - 1917 – Naomi Donne, Tristan Versluis e Rebecca Cole | Melhor Figurino/Guarda-Roupa Little Women – Jacqueline Durran - The Irishman – Sandy Powell e Christopher Peterson - Jojo Rabbit – Mayes C. Rubeo - Joker – Mark Bridges - Once Upon a Time in Hollywood – Arianne Phillips |
| Melhor Edição/Montagem Ford v Ferrari – Andrew Buckland e Michael McCusker - The Irishman – Thelma Schoonmaker - Gisaengchung – Yang Jinmo - Jojo Rabbit – Tom Eagles - Joker – Jeff Groth | Melhores Efeitos Visuais 1917 – Guillaume Rocheron, Greg Butler e Dominic Tuohy - Avengers: Endgame – Dan DeLeeuw, Matt Aitken, Russell Earl e Dan Sudick - The Irishman – Pablo Helman, Leandro Estebecorena, Stephane Grabli, e Nelson Sepulveda - The Lion King – Robert Legato, Adam Valdez, Andrew R. Jones e Elliot Newman - Star Wars: The Rise of Skywalker – Roger Guyett, Neal Scanlan, Patrick Tubach e Dominic Tuohy |

### Governors Awards
A Academia realizou sua 11.ª cerimônia anual do Governors Awards em 27 de outubro de 2019, onde foram entregues os seguintes prêmios:

#### Oscar Honorário
- David Lynch – diretor e roteirista estadunidense
- Wes Studi – ator cherokee-estadunidense
- Lina Wertmüller – diretor e roteirista italiano

#### Prêmio Humanitário Jean Hersholt
- Geena Davis – atriz estadunidense

### Filmes com mais indicações e prêmios
| Indicações | Filme                            |
| ---------- | -------------------------------- |
| 11         | Joker                            |
| 10         | 1917                             |
| 10         | Once Upon a Time in Hollywood    |
| 10         | The Irishman                     |
| 6          | Jojo Rabbit                      |
| 6          | Little Women                     |
| 6          | Marriage Story                   |
| 6          | Gisaengchung                     |
| 4          | Ford v Ferrari                   |
| 3          | Bombshell                        |
| 3          | Star Wars: The Rise of Skywalker |
| 3          | The Two Popes                    |
| 2          | Harriet                          |
| 2          | Honeyland                        |
| 2          | Judy                             |
| 2          | Pain and Glory                   |
| 2          | Toy Story 4                      |

| Vitórias | Filme                         |
| -------- | ----------------------------- |
| 4        | Gisaengchung                  |
| 3        | 1917                          |
| 2        | Ford v Ferrari                |
| 2        | Joker                         |
| 2        | Once Upon a Time in Hollywood |

## Apresentadores e interpretações musicais
Durante a cerimônia, personalidades da indústria cinematográfica foram convidadas para apresentar as categorias e interpretar entre as condecorações.

### Apresentadores
| Nome(s)                                | Função |
| -------------------------------------- | --- |
| Melissa Disney                         | Anunciou a abertura do Oscar 2020                                                                         |
| Steve Martin Chris Rock                | Anunciou a apresentadora Regina King                                                                      |
| Regina King                            | Apresentou a categoria de Melhor Ator Coadjuvante                                                         |
| Beanie Feldstein                       | Anunciou a apresentadora Mindy Kaling                                                                     |
| Mindy Kaling                           | Apresentaram as categorias de Melhor Filme de Animação e Melhor Animação em Curta-metragem                |
| Josh Gad                               | Anunciou a apresentação de "Into the Unknown"                                                             |
| Kelly Marie Tran                       | Anunciou os apresentadores Diane Keaton e Keanu Reeves                                                    |
| Diane Keaton Keanu Reeves              | Apresentaram a categoria de Melhor Roteiro Original                                                       |
| Timothée Chalamet Natalie Portman      | Apresentaram a categoria de Melhor Roteiro Adaptado                                                       |
| Shia LaBeouf Zack Gottsagen            | Apresentaram a categoria de Melhor Curta-metragem                                                         |
| Maya Rudolph Kristen Wiig              | Apresentaram as categorias de Melhor Direção de Arte e Melhor Figurino                                    |
| Mark Ruffalo                           | Apresentou as categorias de Melhor Documentário em Longa-metragem e Melhor Documentário em Curta-metragem |
| Mahershala Ali                         | Apresentou a categoria de Melhor Atriz Coadjuvante                                                        |
| Anthony Ramos                          | Anunciou o apresentador Lin-Manuel Miranda                                                                |
| Lin-Manuel Miranda                     | Anunciou a apresentação de Eminem                                                                         |
| Salma Hayek Oscar Isaac                | Apresentou as categorias de Melhor Edição de Som e Melhor Mixagem de Som                                  |
| Utkarsh Ambudkar                       | Anunciou os apresentadores Will Ferrell e Julia Louis-Dreyfus                                             |
| Will Ferrell Julia Louis-Dreyfus       | Apresentaram as categorias de Melhor Cinematografia e Melhor Edição                                       |
| David Rubin (presidente da AMPAS)      | Anunciou o apresentador Tom Hanks                                                                         |
| Tom Hanks                              | Apresentação especial do Museu da Academia de Artes e Ciências Cinematográficas                           |
| Zazie Beetz                            | Anunciou a apresentação de "Stand Up"                                                                     |
| James Corden Rebel Wilson              | Apresentaram a categoria de Melhores Efeitos Visuais                                                      |
| Sandra Oh Ray Romano                   | Apresentaram a categoria de Melhor Maquiagem e Penteados                                                  |
| Penélope Cruz                          | Apresentou a categoria de Melhor Filme Internacional                                                      |
| Taika Waititi                          | Anunciou as apresentadoras Gal Gadot, Sigourney Weaver e Brie Larson                                      |
| Gal Gadot Brie Larson Sigourney Weaver | Apresentaram as categorias de Melhor Trilha Sonora e Melhor Canção Original                               |
| Spike Lee                              | Apresentou a categoria de Melhor Diretor                                                                  |
| Steven Spielberg                       | Apresentou o segmento In Memoriam                                                                         |
| George MacKay                          | Anunciou a apresentadora Olivia Colman                                                                    |
| Olivia Colman                          | Apresentou a categoria de Melhor Ator                                                                     |
| Rami Malek                             | Apresentou a categoria de Melhor Atriz                                                                    |
| Jane Fonda                             | Apresentou a categoria de Melhor Filme                                                                    |

### Apresentações musicais
A apresentação de "Lose Yourself", de Eminem, foi um segredo dos produtores da cerimônia. A canção foi nomeada à categoria de Melhor Canção Original no Oscar 2003, mas a Academia não permitiu que o rapper realizasse a performance da versão explícita da música; então, Eminem decidiu recusar a apresentação. Na cerimônia de 2020, a Academia permitiu que o rapper fizesse a apresentação da canção sem alterações, mas com censura sonora ao vivo de palavras inadequadas.
| Intérprete(s) | Performance                                                                          |
| --- | ------------------------------------------------------------------------------------ |
| Janelle Monáe Billy Porter | "Won't You Be My Neighbor?" "Come Alive (The War of the Roses)" "I'm Still Standing" |
| Idina Menzel Aurora Maria Lucia Heiberg Rosenberg Willemijn Verkaik Takako Matsu Carmen García Sáenz Lisa Stokke Kasia Łaska Anna Buturlina Gisela Gam Wichayanee | "Into the Unknown" de Frozen II                                                      |
| Chrissy Metz | "I'm Standing with You" de Breakthrough                                              |
| Eminem | "Lose Yourself"                                                                      |
| Randy Newman | "I Can't Let You Throw Yourself Away" de Toy Story 4                                 |
| Utkarsh Ambudkar | "Oscars Recap Rap"                                                                   |
| Cynthia Erivo | "Stand Up" de Harriet                                                                |
| Elton John | "(I'm Gonna) Love Me Again" de Rocketman                                             |
| Billie Eilish Finneas O'Connell | "Yesterday" (segmento In Memoriam)                                                   |

## Cerimônia

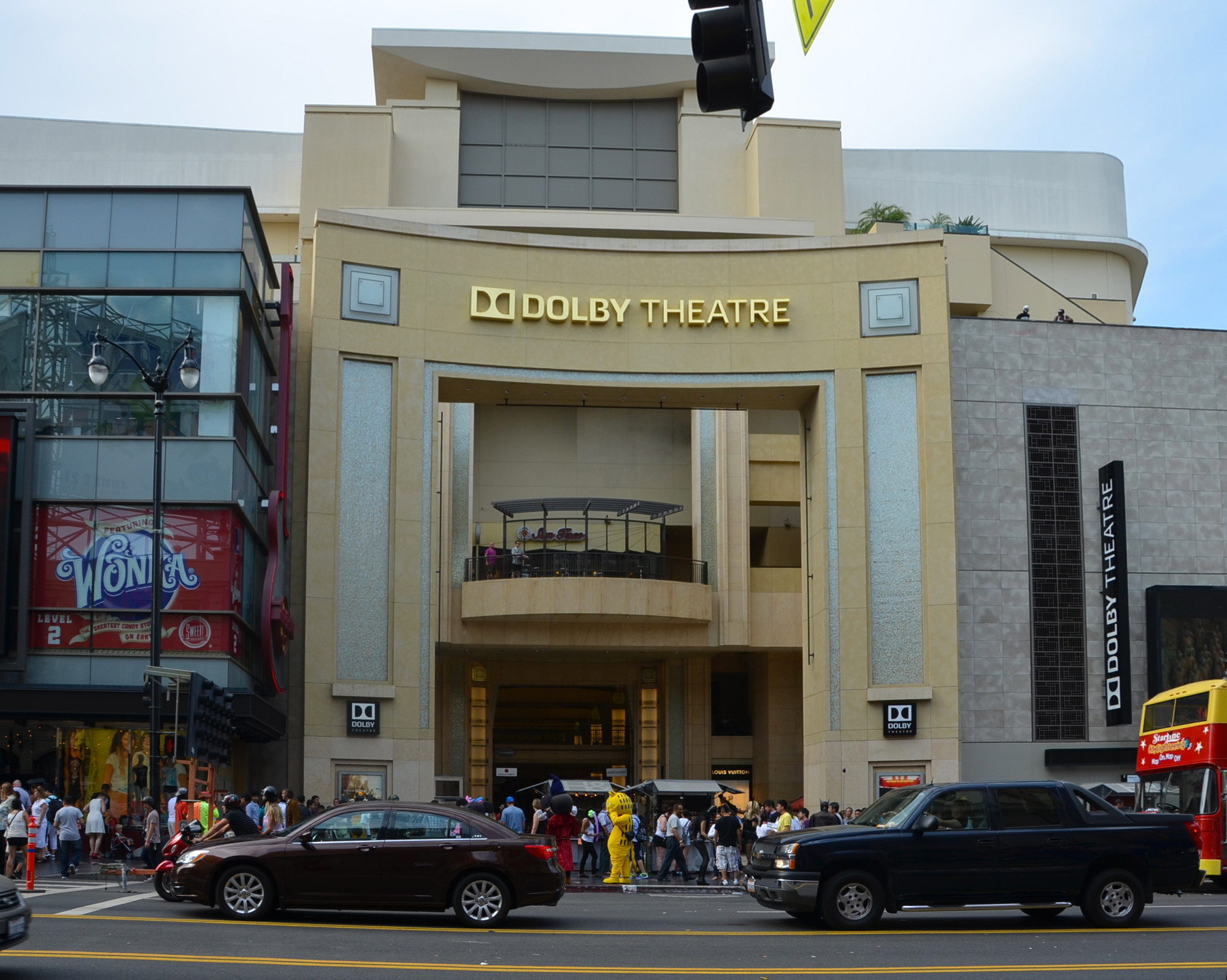
Teatro Dolby, o local onde a cerimônia foi realizada.

Durante sua reunião de diretoria em abril de 2019, a Academia votou a renomeação da categoria "Oscar de melhor filme em língua estrangeira" para "Oscar de melhor filme internacional". Os filmes animados e documentários também seriam qualificados para o prêmio renomeado, mas os critérios restantes permaneceriam - exigindo que os candidatos tivessem a maioria de seus diálogos em um idioma diferente do inglês.
A categoria de Oscar de melhor maquiagem e penteados foi expandida de sete finalistas e três nomeados para dez finalistas e cinco nomeados.
Em 9 de janeiro de 2020, o presidente da ABC Entertainment, Karey Burke, revelou que pela segunda vez seguida a cerimônia não teria um apresentador, citando o sucesso do formato na cerimônia anterior (quando houve a retirada do comediante Kevin Hart da posição). Burke prometeu que a cerimônia seria uma representação de "grandes valores de entretenimento, grandes números musicais, comédia e poder das estrelas".

### Desempenho nas bilheterias dos filmes indicados
| Filme                         | Pré-indicação (antes 13 jan.) | Pós-indicação (13 jan. – 9 fev.) | Pós-premiação (após 9 fev.) | Total          | Ref.ª  |
| ----------------------------- | ----------------------------- | -------------------------------- | --------------------------- | -------------- | ------ |
| Joker                         | $334,1 milhões                | $1,09 milhão                     | $233 529                    | $335,4 milhões | [ 49 ] |
| 1917                          | $39,7 milhões                 | $89,9 milhões                    | $25,6 milhões               | $159,2 milhões | [ 50 ] |
| Once Upon a Time in Hollywood | $141,1 milhões                | $1,25 milhão                     | $90 054                     | $142,5 milhões | [ 51 ] |
| Ford v Ferrari                | $111,4 milhões                | $4,84 milhões                    | $1,21 milhão                | $117,6 milhões | [ 52 ] |
| Little Women                  | $74,1 milhões                 | $27,7 milhões                    | $5,1 milhões                | $108,1 milhões | [ 53 ] |
| Gisaengchung                  | $25,3 milhões                 | $10,1 milhões                    | $17,25 milhões              | $53,3 milhões  | [ 54 ] |
| Jojo Rabbit                   | $21,9 milhões                 | $8,25 milhões                    | $2,97 milhões               | $33,3 milhões  | [ 55 ] |
| Marriage Story                | —                             | —                                | —                           | —              | —      |
| The Irishman                  | —                             | —                                | —                           | —              | —      |

No dia do anúncio dos filmes indicados, em 13 de janeiro de 2020, Joker assegurou a maior bilheteria entre os aparentes no Oscar 2020, totalizando 334,1 milhões de dólares em recibos de mercado doméstico, cerca de 190 milhões de dólares a mais do que Once Upon a Time in Hollywood, o segundo colocado (141,1 milhões de dólares). Em seguida, aparecem Ford v Ferrari (111,4 milhões de dólares), Little Women (74,1 milhões de dólares), 1917 (39,7 milhões de dólares), Gisaengchung (25,3 milhões de dólares) e Jojo Rabbit (21,9 milhões de dólares).
Quarenta e oito indicações foram para 15 filmes na lista dos 50 filmes com maior bilheteria do ano. Apenas Toy Story 4 (5.º), Joker (9.º), Knives Out (15.º), How to Train Your Dragon: The Hidden World (16.º), 1917 (17.º), Once Upon a Time in Hollywood (20.º), Ford v Ferrari (22.º), Little Women (28.º) e A Beautiful Day in the Neighborhood (46.º) foram indicados para Melhor Filme, Melhor Animação ou qualquer um dos prêmios de direção, atuação ou roteiro. Os outros 50 sucessos de bilheteria que ganharam indicações foram Avengers: Endgame (1.º), The Lion King (2.º), Star Wars: The Rise of Skywalker (3.º), Frozen 2 (4.º), Maleficent: Mistress of Evil (24.º) e Rocketman (33.º).

### Destaques e controvérsias
O show começou com uma rotina de comédia com Steve Martin e Chris Rock; após a cerimônia sem anfitriões do ano anterior, o vice-presidente de programação especial da ABC, Rob Mills, disse acreditar que era tradição abrir a cerimônia com um pouco de comédia antes de começar os prêmios.
A performance de "Into the Unknown", de Frozen 2, contou com Idina Menzel e Aurora, acompanhadas por nove das atrizes internacionais dubladoras de Elsa do filme. Atores promissores como Beanie Feldstein, Kelly Marie Tran, Anthony Ramos, Utkarsh Ambudkar e George MacKay foram usados para introduzir alguns dos apresentadores veteranos, uma ideia dos produtores Lynette Howell Taylor e Stephanie Allain para destacar a inclusão na comunidade de Hollywood.
James Corden e Rebel Wilson entregaram o prêmio de Melhores Efeitos Visuais vestidos em fantasias de gato para satirizar seus papéis principais em Cats – um filme muito criticado por seus efeitos visuais, entre outros fatores – e disseram à plateia: "Como membros do elenco do filme Cats, ninguém além de nós entende a importância de bons efeitos visuais."; Mills disse que Corden teve essa ideia. No dia seguinte, 10 de fevereiro de 2020, a Visual Effects Society emitiu uma declaração criticando o ato de Corden e Wilson, comentando que "[os] melhores efeitos visuais do mundo não compensarão uma história mal contada".
Outro destaque da cerimônia foi a performance surpresa de Eminem de "Lose Yourself", do filme 8 Mile (2002). A música foi indicada e ganhou a Melhor Canção Original em 2003, mas Eminem se recusou a comparecer à cerimônia devido à sua falta de confiança de que a música realmente venceria, entre outros fatores. A ideia de trazer Eminem de volta teve origem em Mills e na Academia, querendo manter um ato musical de "alta energia" alinhado com as performances de abertura de Justin Timberlake e Queen + Adam Lambert durante as edições de 2017 e 2019, respectivamente, além de encontrar uma maneira de dar a Eminem a chance de apresentar sua música vencedora. Além disso, Eminem encontrou a oportunidade oportuna, pois acabara de lançar um novo álbum, Music to Be Murdered By. A apresentação foi um segredo íntimo dos produtores da cerimônia, e Eminem teria a opção de abandonar o show, caso seu envolvimento na premiação fosse descoberto antes da ocorrência da mesma, e assim foi agendada sua performance no meio da cerimônia e não como um ato de abertura, para que, se ele desistisse, não teria interrompido o programa.
Ao aceitar o prêmio de Melhor Diretor, Bong Joon-ho falou através de sua intérprete: "Quando eu era jovem e estudava cinema, havia um ditado que eu esculpia profundamente em meu coração, ou seja, o mais pessoal é o mais criativo". Ele então disse em inglês que essa citação tinha vindo de "nosso grande Martin Scorsese", o que levou o público a dar a Scorsese uma ovação entusiasmada. Mais tarde, Bong confirmou em uma entrevista coletiva à imprensa sul-coreana que leu a citação de um livro escrito por David Thompson; Bong não mencionou o título do livro naquela época, mas acabou sendo Scorsese on Scorsese, co-escrito por Thompson e Ian Christie.
Como Kwak Sin-ae, CEO da Barunson E&A e produtora de Gisaengchung, terminou seu discurso de aceitação de Melhor Filme, e Miky Lee, vice-presidente do conglomerado sul-coreano CJ Group e produtor executivo do filme, estava prestes a fazer o seu discurso, porém as luzes do palco se apagaram. A plateia – incluindo Tom Hanks, Rita Wilson, Charlize Theron e Margot Robbie, que estavam na primeira fila – implorou em voz alta que as luzes voltassem para permitir que Lee fizesse seus comentários. É sabido que os discursos de aceitação geralmente são cortados devido ao tempo de execução mais longo do que o habitual dos Oscar. Na Coreia do Sul, surgiram dúvidas sobre se era apropriado que Lee fizesse um discurso de aceitação quando ela não fazia parte da equipe indicada para o Melhor Filme, que eram os produtores Kwak e Bong. Em resposta, Kwak escreveu em um post das redes sociais que foi combinado com antecedência que, no caso de Gisaengchung ganhar o prêmio de Melhor Filme, ela iria fazer um rápido discurso e Lee outro. Kwak também escreveu que Bong teve falta em discursos após vencer três categorias anteriores.

### Presença lusófona
A Academia Brasileira de Cinema submeteu o filme A Vida Invisível para a apreciação da Academia ao prêmio de Melhor Filme Internacional, enquanto que a Academia Portuguesa de Cinema submeteu A Herdade, entretanto, nenhum dos dois filmes foi indicado ao prêmio. A AMPAS anunciou o documentário brasileiro Democracia em Vertigem, de Petra Costa, como um dos indicados na categoria de melhor documentário, porém  American Factory superou o longa brasileiro e conquistou a premiação.

### Recepção, audiência e reações
A transmissão estadunidense ABC atraiu uma média de 23,64 milhões de espectadores que assistiram à cerimônia ao vivo, com uma classificação de 5,3 entre os principais espectadores demográficos. Representou uma queda de 20% em relação à cerimônia do ano anterior, tornando-a na época a cerimônia do Oscar menos assistida de todos os tempos, desde que o Nielsen SoundScan começou a acompanhar os registros de audiência. A cerimônia ainda foi classificada como a série de prêmios mais assistida da temporada de televisão de 2019-2020 nos Estados Unidos, já que a diminuição da audiência é um fenômeno observado em todas as séries de prêmios nos últimos anos. O Oscar 2020 também foi um dos últimos programas ao vivo que foram ao ar nos Estados Unidos devido à pandemia de COVID-19.
A vitória de Gisaengchung em Melhor Filme foi bem recebida pelos críticos de cinema, que o consideraram um grande passo à frente na valorização popular do cinema internacional e na restauração da legitimidade da Academia. "A Academia deu o melhor filme ao melhor filme", escreveu Justin Chang, do Los Angeles Times, que continuou dizendo que o corpo dos prêmios do filme estava "surpreso [...] ao reconhecer que o cinema de nenhum país tem o monopólio da grandeza". Por outro lado, o presidente dos Estados Unidos, Donald Trump, criticou a vitória de Gisaengchung em uma manifestação de campanha no Colorado em 20 de fevereiro de 2020, questionando por que um filme estrangeiro ganhou Melhor Filme; seus comentários foram amplamente condenados como "xenófobos" e "racistas". O distribuidor estadunidense do filme, Neon, respondeu twittando: "Compreensível, ele não sabe ler".
Em julho de 2020, o show recebeu nove indicações no 72.º Primetime Creative Arts. Dois meses depois, a cerimônia ganhou duas dessas nomeações para Melhor Design de Produção para Especial de Variedade (para Jason Sherwood e Alana Billingsley) e Melhor Mixagem de Som para Série de Variedades ou Especial (para Paul Sandweiss, Tommy Vicari, Biff Dawes, Pablo Munguia, Kristian Pedregon, Patrick Baltzell, Michael Parker, Christian Schrader, John Perez, Marc Repp e Thomas Pesa).

## In Memoriam
A apresentação anual do segmento In Memoriam foi anunciada por Steven Spielberg, no qual Billie Eilish e Finneas O'Connell apresentaram "Yesterday". O segmento omitiu nomes notáveis como Luke Perry, Sid Haig e Cameron Boyce na cerimônia ao vivo, apesar de uma lista mais extensa com a inclusão desses e de outros nomes estar presente no site da premiação.
- Kobe Bryant
- Rip Torn
- Barbara Hammer
- Patricia Blau
- Bernie Pollack
- Steve Golin
- Paul LeBlanc
- John Briley
- Diahann Carroll
- Terry Jones
- Catherine Burns
- Agnès Varda
- Wayne Fitzgerald
- David Foster
- Danny Aiello
- Buck Henry
- Stanley Donen
- David V. Picker
- Barry Malkin
- Robert Forster
- Robert Evans
- Richard Williams
- Machiko Kyō
- James R. Alexander
- Anna Karina
- D. A. Pennebaker
- Leonard Goldberg
- Fernando Luján
- André Previn
- Peter Mayhew
- Sylvia Miles
- William J. Creber
- Godfrey Gao
- Bibi Andersson
- Michael Lynne
- Gene Warren Jr.
- Alvin Sargent
- Doris Day
- Anna Udvardy
- Sid Ramin
- Michelle Guish
- Sid Sheinberg
- Ben Barenholtz
- Joss Williams
- Piero Tosi
- Kenneth Walker
- Rutger Hauer
- Syd Mead
- Harriet Frank Jr.
- Franco Zeffirelli
- John Witherspoon
- Bernard Chevry
- Seymour Cassel
- Peter Fonda
- Branko Lustig
- Gerry Smith
- John Singleton
- Kirk Douglas